# إليزه كيلي
إليزه كيلي (بالإنجليزية: Elsie Kelly)‏ هي ممثلة بريطانية، ولدت في 7 يونيو 1936 في مرزيسايد في المملكة المتحدة.

## وصلات خارجية
- إليزه كيلي على موقع IMDb (الإنجليزية)
- إليزه كيلي على موقع ألو سيني (الفرنسية)
- إليزه كيلي على موقع قاعدة بيانات الفيلم (الإنجليزية)
- إليزه كيلي على موقع كينوبويسك (الروسية)